# Коренные американцы в кино

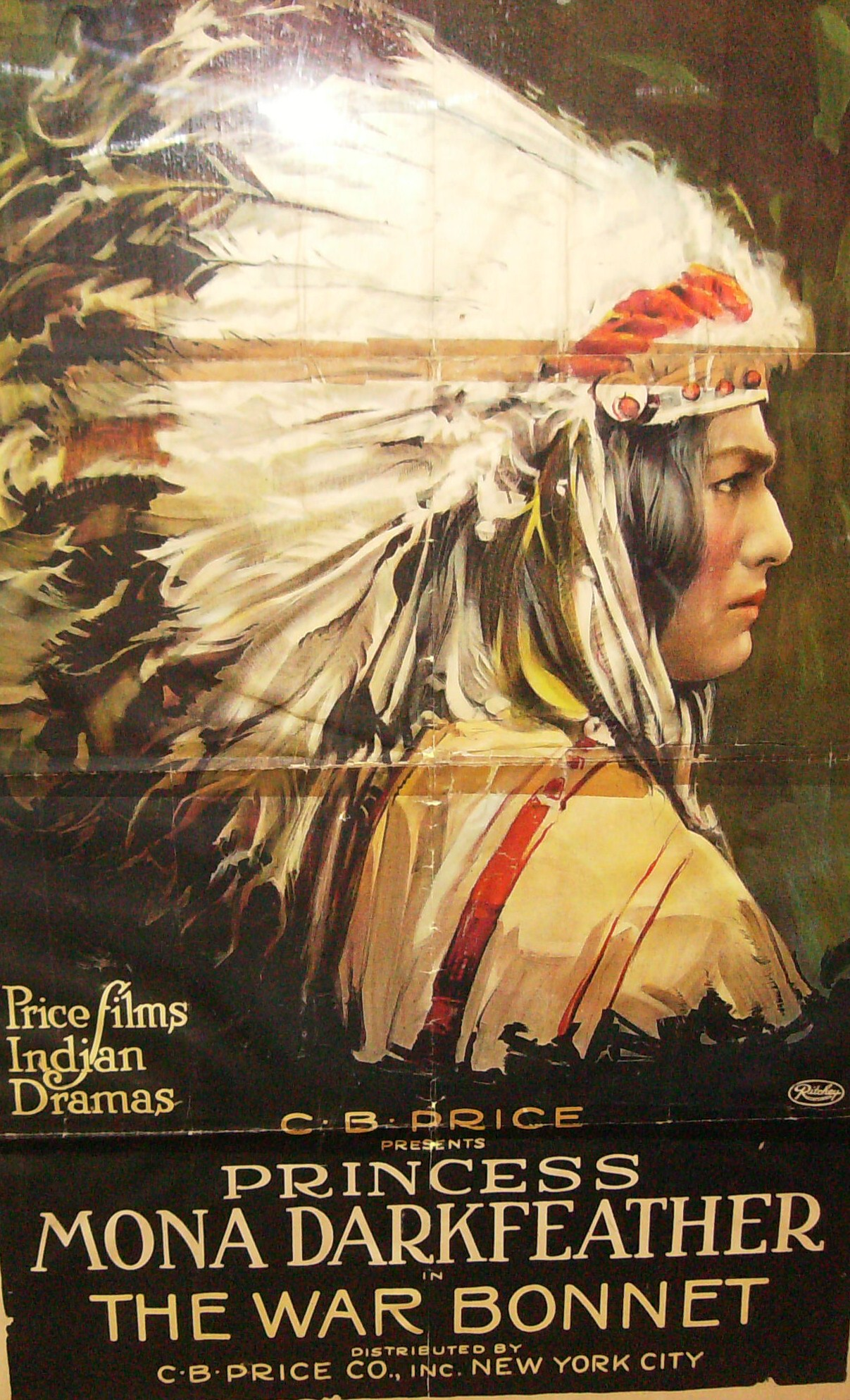
Постер фильма The War Bonnet (1914). Изображена главная героиня в исполнении Моны Тёмное Перо, которая не была коренной американкой.

Коренные американцы (индейцы) нередко изображаются в кино- и телефильмах, особенно это касается кинематографа США. Преимущественно это фильмы жанра «вестерн», в котором режиссёры показывают своё ви́дение эпохи Дикого Запада.
Изображение коренных американцев в кино регулярно, с са́мого зарождения киноиндустрии, подвергается критике за использование стереотипов, которые варьируются от жестоких варваров до благородных и мирных дикарей.
В 1930-х годах в вестернах индейцы изображались в негативном ключе, в 1950 году на экраны вышел фильм «Сломанная стрела», который многие критики считают первым послевоенным вестерном, сочувственно изображающим коренных американцев. С 1990-х годов, кинематографисты из числа коренных американцев начали пытаться снимать независимое кино, которое отражало бы глубину и сложность коренных народов как людей и давали реалистичное представление об их культуре.

## История

### Предпосылки
Примерно в 1860-х годах истории с участием героических индейцев были широко распространены в бульварных романах.
С 1870-х по 1910-е годы на Диком Западе часто проходили представления, такие как, например, «Шоу Дикого Запада» Буффало Билла, которые популяризировали конфликт между ковбоями и индейцами. Эти театральные постановки гастролировали по Америке и Европе, представляя романтизированный художественный вымысел об американском фронтире, который многие зрители неправильно воспринимали как подлинную историю. В 1912 году Буффало Билл снял трёхминутный немой фильм «Жизнь Буффало Билла», в котором сам сыграл главную роль.
В своей повести 1917 года Буффало Билл назвал себя «бойцом с индейцами», а его шоу о Диком Западе привели к широкому распространению искажённого представления о коренных американцах, несмотря на участие в них индейских актёров. Некоторые актёры-индейцы предпочитали изображать вождей в этих шоу воинственными, в то время как другие изображали свои роли со смиренным достоинством — возможно, создавая дихотомию кровожадного дикаря и благородного индейца, или т. н. «двойной стереотип».

### Эра немого кино

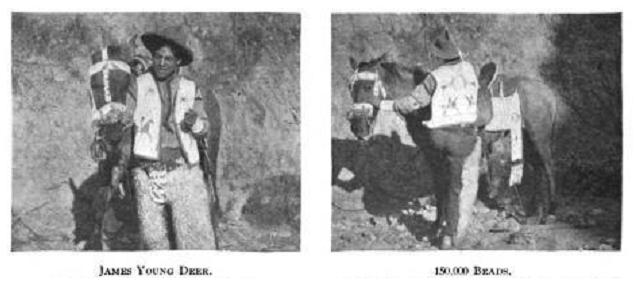
Джеймс Янг Дир (1876—1946) — режиссёр, актёр и сценарист, индеец из племени нантикоки, внёс большой вклад в создание немых фильмов об индейцах.

В 1908 году на экраны вышел фильм «Краснокожий и дитя». В нём с симпатией изображены коренные американцы; однако критики описали их как «беспомощную индейскую расу… вынужденную отступать перед наступающими белыми». Так же позитивно были показаны индейцы в картине «Взгляд краснокожего» (1909) — режиссёром обеих лент выступил известный кинематографист Дэвид Гриффит.
В 1910 году 20 % американских фильмов были вестернами, то есть в них так или иначе заметную роль играли индейцы.
Примерно в 1910 году студия Pathé взяла на работу индейца племени нантикоки Джеймса Янга Дира, чтобы создавать достоверные немые фильмы с позитивным изображением индейцев. Дир оказался талантливым кинематографистом: с 1909 по 1926 год он стал режиссёром 37 фильмов, сценаристом 10 картин, а также сыграл роли в 33 лентах; среди его режиссёрских работ примечателен фильм «Преданность Белой Оленихи» (1910), получивший широкое признание (здесь впервые в истории кинематографа главную мужскую и главную женскую роли исполнили коренные американцы).
Со второй половины 1910-х годов упоминавшийся выше Дэвид Гриффит приобрёл дурную славу после создания фильма «Рождение нации» — расистского, пропагандистского, поспособствовавшего возрождению Ку-клукс-клана.
В 1914 году на экраны вышел фильм «Переосмысление Индейских войн». Он романтизировал несколько сражений Индейских войн, включая известное «Бойня на ручье Вундед-Ни». Лента была снята по заказу Военного министерства и одобрена Правительством. Несмотря на неточности, реклама фильма гласила:
Этот самый реалистичный фильм современности… был ОДОБРЕН ПРАВИТЕЛЬСТВОМ СОЕДИНЁННЫХ ШТАТОВ и снят под РУКОВОДСТВОМ ВОЕННОГО МИНИСТЕРСТВА… Исторически достоверен, и все сцены СНЯТЫ НА ТОЧНЫХ МЕСТАХ оригинальных сражений. (слова заглавными буквами использованы в оригинале)
—

This most realistic film of the age… has been APPROVED BY THE UNITED STATES GOVERNMENT and made under the DIRECTION OF THE WAR DEPARTMENT… Historically correct and all scenes TAKEN ON THE EXACT LOCATION of the original battles.
В 1914 году известный фотограф и этнолог Эдвард Кёртис стал режиссёром и сценаристом фильма «В краю охотников за головами». По жанру он являлся беллетризованным документальным, рассказывал о жизни и культуре племени квакиутл, примечателен тем, что все актёры в нём были коренными американцами.
В 1930 году на экраны вышел немой фильм «Безмолвный враг», который интересен тем, что является одним из первых, в которых рассказывается о жизни индейцев до прибытия европейцев; все роли в нём исполнили коренные американцы племени оджибве; картина включает в себя фольклор, духовные видения и религиозные элементы этого народа.

## Эра звукового кино

### Ревизионистские вестерны
В 1960-х годах появился такой поджанр кино как «ревизионистский вестерн», также называемый «анти-вестерн», он характеризуется более мрачным и циничным тоном по сравнению с классическими более ранними вестернами. Традиционный вестерн всегда определяет и показывает чёткую границу между добром и злом, ревизионистский же вестерн этого не делает.
Некоторые известные ревизионистские вестерны
- 1961 — Два всадника
- 1961 — Смертельные попутчики
- 1966 — Навахо Джо[англ.]
- 1967 — Омбре: Отважный стрелок[англ.]
- 1967 — Чингачгук — Большой Змей
- 1969 — Скажи им, что Вилли-Бой здесь[англ.]
- 1969 — Дикая банда[19]
- 1970 — Солдат в голубом
- 1970 — Маленький большой человек
- 1972 — Земля Чато[англ.]
- 1972 — Иеремия Джонсон
- 1976 — Буффало Билл и индейцы[англ.]
- 1976 — Излучины Миссури
- 1987 — Человек с бульвара Капуцинов
- 1990 — Назад в будущее 3
- 1990 — Танцующий с волками
- 1992 — Громовое сердце
- 1995 — Мертвец
- 2003 — Последний рейд
- 2009 — Единственный хороший индеец
- 2015 — Строго на запад[20]
- 2018 — Девица[20]
- 2019 — Подлинная история банды Келли[20]

В 1973 году известный американский актёр и активист Марлон Брандо отказался от премии «Оскар» в знак протеста против изображения коренных американцев в голливудском кинематографе, заявив, что резко осуждает убийство беспомощных безоружных представителей коренных народов и захват их территории.
В 1980-х годах начали сниматься независимые фильмы о коренных американцах, например, «Дорога на пау-вау», который представляет собой жанровую смесь роуд-муви и бадди-муви.
В 1998 году на экраны вышел фильм «Дымовые сигналы», режиссёром и сценаристом которого стал коренной американец Крис Эйр. Лента получила широкое признание, была включена в Национальный реестр фильмов с формулировкой «культурно, исторически или эстетически значимо». Это один из немногих фильмов, главные роли в котором сыграли коренные американцы, который снят коренным американцем (наряду с ранними фильмами Эдвина Кэрью), который получил широкий кинопрокат.
2005 год ознаменовался выходом ставшего известным фильма «Новый Свет». Он рассказывает об отношениях европейца-пилигрима Джона Смита и индейской принцессы Покахонтас. Лента получила широкое признание зрителей и одобрение критиков, хотя изобилует неточностями и откровенными вымыслами: например, в картине Покахонтас — взрослая девушка, хотя в реальности на момент знакомства со Смитом ей было около десяти лет.

## Коренные американцы в мультипликации
- 1940 — «Пиноккио». В сцене на Острове Удовольствий персонажи собираются на Табачной Дороге, и там присутствуют шесть расистских карикатур на индейцев-вождей, которые носят характерные головные уборы с перьями, курят трубки мира и раздают (кидают) толпе бесплатные сигары[25].
- 1953 — «Питер Пэн». В важной сцене мультфильма Венди, Джон и Майкл Дарлинги, Потерянные Мальчики[англ.] и Питер Пэн празднуют победу в индейском лагере после того, как Питер спасает Тигровую Лилию[англ.], дочь вождя, от капитана Крюка и мистера Сми[англ.]. В этой сцене звучит песня What Made the Red Man Red?[англ.] (рус. Что сделало краснокожего красным?), в которой расистски высмеиваются коренные американцы[26].
- 1988 — «Хороший, Плохой и пёс Хакльберри[англ.]». В мультфильме Пёс Хакльберри теряет память после того, как ракета падает на деревню индейцев-собак, где его выхаживает девушка-гончая по имени Цветок Пустыни. Теперь Хакльберри должен пройти испытание, чтобы заслужить благословение отца Цветка Пустыни, вождя племени, который позволит ему жениться на ней.
- 1991 — «Американская сказка 2: Фейвел едет на Запад». Тигр (добрый кот-вегетарианец) заблудился в пустыне, он попадает в засаду, устроенную индейским мышиным племенем, которое берёт Тигра в плен, а затем принимает его за бога.
- 1995 — «Покахонтас». Две премии «Оскар» (в музыкальных категориях). Критики отмечают, что здесь из коренных американцев положительно представлена лишь принцесса Покахонтас, в то время как остальные индейцы показаны обычными дикарями[27].
- 1998 — «Покахонтас 2: Путешествие в Новый Свет».
- 1998 — «Американская история 3: Сокровища острова Манхэттен». Главные герои, мыши Файвел и Тони обнаруживают, что древнее сокровище находится под Манхэттеном в заброшенном метро, где они знакомятся с индейским мышиным племенем ленапе. Вождь племени решает отправить свою дочь наверх, чтобы узнать, «изменились ли они».
- 2003 — «Братец медвежонок». Мультфильм рассказывает о палеоиндейцах. Номинация на «Оскар» в категории «Лучший анимационный фильм».
- 2019 — н. в. — «Молли из Денали[англ.]». Мультсериал рассказывает о приключениях девочек — коренных жителей Аляски[англ.]. Это — первый детский фильм, распространяемый на национальном уровне, в котором коренной житель Аляски показан в качестве главного героя[28].

## «Обеление» коренных американцев
«Обеление» в кино — это явление, при котором изначально героев, являющихся представителями этнического меньшинства, играют белые актёры. Этот феномен известен с начала 1900-х годов, то есть, с самой зари кинематографа, когда белых актёров брали на роли, не предназначенные для них. Это касается не только коренных американцев, но и чернокожих, азиатов и других этнических групп. «Обеление» имеет двоякий эффект, поскольку оно не только препятствует представлению коренных американцев в кино, но и вынуждает их играть стереотипные роли. В 2017 году примерно 70 % персонажей в лучших голливудских фильмах того года были белыми. В том году белые составляли примерно 60 % населения США, что свидетельствует о непропорциональном подходе к кастингу на роли в голливудских фильмах.
Некоторые известные фильмы с «обелением» коренных американцев
- 1987 — «Бешеные деньги». Заметную роль коренного американца сыграл известный стендап-комик, актёр, писатель, сценарист и продюсер Джордж Карлин.
- 2009 — «Люди Икс: Начало. Росомаха». Линн Коллинз сыграла Серебряную Лису из племени черноногих.
- 2013 — «Одинокий рейнджер». Роль индейца Тонто исполнил известный актёр Джонни Депп. Команчи благожелательно приняли это исполнение, однако критики сочли расистским то, что эта роль была отдана белому, а не коренному американцу[1].
- 2015 — «Пэн: Путешествие в Нетландию». Роль Тигровой Лилии[англ.], дочери индейского вождя, исполнила Руни Мара.

## Документальные фильмы
- 1985 — «Сломанная радуга[англ.]». В фильме рассказывается о принудительном переселении индейцев племени навахо из Блэк-Меса (штат Аризона) после принятия в 1974 году «Закона о заселении земель навахо-хопи»[32]. «Оскар» в категории «Лучший документальный полнометражный фильм» (1986).
- 2009 — «Индейвуд[англ.]». В фильме в роли самих себя снялись такие известные личности как Сашин Маленькое Пёрышко, Захариас Кунук, Клинт Иствуд, Адам Бич, Джим Джармуш, Робби Робертсон, Рассел Минс, Уэс Стьюди. Путешествуя на разбитом древнем автомобиле[англ.], герои посещают примечательные локации: горы Блэк-Хилс, посёлки Вундед-Ни[англ.] и Кроу-Эгенси[англ.], Долину монументов.

## Известные актёры — коренные американцы

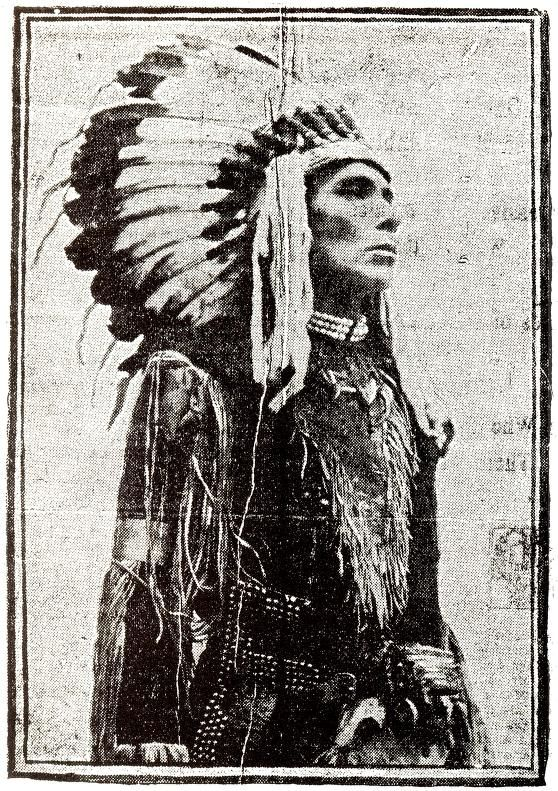
Тёмное Облако[англ.] (1855—1918), актёр
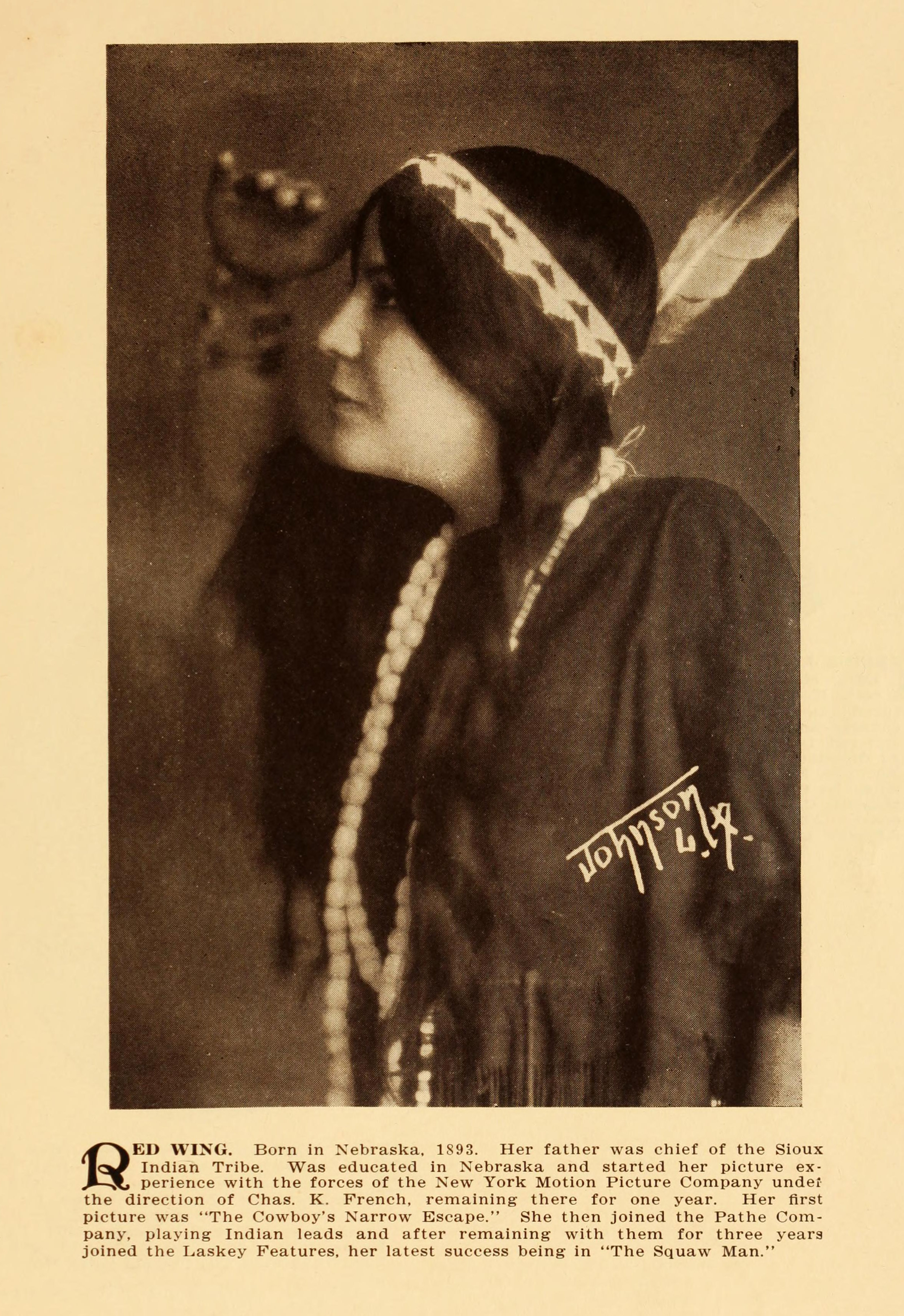
Красное Крыло[англ.] (1884—1974), актриса
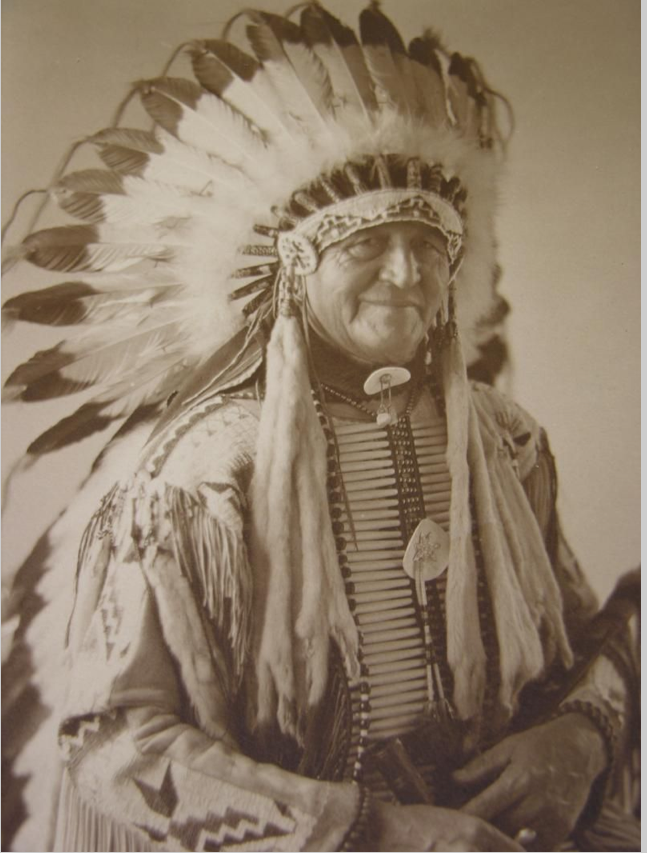
Лютер Стоящий Медведь[англ.] (1868—1939), писатель, философ и актёр
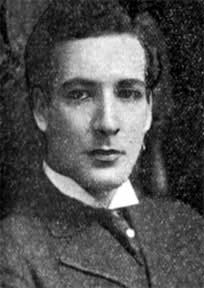
Эдвин Кэрью[англ.] (1883—1940), режиссёр, актёр и продюсер

Первые десятилетия существования кинематографа в фильмах (вестернах США) снимались, конечно же, коренные американцы, но достичь известности в тот период удалось единицам; тем более это касалось таких профессий как режиссёр, продюсер и т. п.
- Тёмное Облако[англ.] (1855—1918), также известный как Элайя Тахамонт — вождь племени алгонкинов, стал актёром. Кино-карьера продолжалась с 1910 по 1920 год, за которые он появился в 35 фильмах, в том числе в известном «Рождение нации» (1915).
- Красное Крыло[англ.] (1884—1974), имя при рождении Лилиан Маргарет Сент-Сир, стала актрисой. Известна тем, что её мужем был индеец племени нантикоки Джеймс Молодой Олень[англ.] (1876—1946), режиссёр, актёр и сценарист (см. ниже); они стали одной из первых пар в истории кинематографа — коренные американцы, исполняющие главную мужскую и главную женскую роли в фильме. Кино-карьера Красного Крыла продолжалась с 1908 по 1916 год, за которые она появилась в 65 фильмах, в том числе в известном «Муж индианки[англ.]» (1914). Эта лента — не только один из первых полнометражных вестернов в мире, но также один из первых фильмов, снятых в том, что сейчас зовётся Голливудом, и режиссёрский дебют известного Сесила Демилля.
- Эдвин Кэрью[англ.] (1883—1940), имя при рождении Джей Джон Фокс — режиссёр (1914—1934), актёр (1912—1916) и продюсер (1914—1934). Из его известных фильмов можно отметить: «Воскресение[англ.]» (1927), «Рамона[англ.]» (1928), «Евангелина[англ.]» (1929).
- Лютер Стоящий Медведь[англ.] (1868—1939), также известный как Вождь Стоящий Медведь и Ота Кте, то есть «Убивший Многих» — писатель, философ и актёр из племён брюле и оглала. Его кино-карьера продолжалась с 1916 по 1935 годы (с заметными перерывами), за которые он появился в 13 фильмах. Из его известных лент можно отметить: «Белый Дуб» (1921) и «Циклон в седле» (1935).
- Джеймс Молодой Олень[англ.] (1876—1946), имя при рождении Джеймс Янг Джонсон — режиссёр (1909—1926), актёр (1909—1922) и сценарист (1910—1924).
- Уэс Стьюди (род. 1947) — актёр (1988 — н. в.) и продюсер (2009 — н. в.) племени «нация чероки[англ.]». Первый коренной американец в истории, удостоенный премии «Оскар» за выдающиеся заслуги в кинематографе[33]. Занимает 19-е место в списке «25 величайших актёров XXI века» (The New York Times, 2020)[34]. Известен по ролям в фильмах и сериалах «Танцующий с волками» (1990), «Последний из могикан» (1992), «Джеронимо: Американская легенда» (1993), «Уличный боец» (1994), «Схватка» (1995), «Таинственные люди» (1999), «Новый Свет» (2005), «Аватар» (2009), «Миллион способов потерять голову» (2014), «Страшные сказки» (2014—2016), «Недруги» (2017).
- Рассел Минс (1939—2012) — активист движения за права коренных американцев[35], оглала, музыкант, писатель, актёр, с 1992 по 2012 год появился в 38 фильмах и сериалах. Почётный член Движения американских индейцев. Известен по ролям в фильмах «Последний из могикан» (1992), «Прирождённые убийцы» (1994), «Покахонтас» (1995; озвучивание).
- Уилл Сэмпсон (1933—1987) — художник, актёр, артист родео племени «нация маскоги[англ.]». С 1975 по 1987 год появился в 25 фильмах и сериалах, известен по ролям в картинах «Пролетая над гнездом кукушки» (1975), «Джоси Уэйлс — человек вне закона» (1976), «Белый бизон» (1977), «Смерть среди айсбергов» (1977), «Полтергейст 2» (1986).
- Флойд Вестерман (Красный Во́рон) (1936—2007) — музыкант, политактивист и актёр племени сиссетоны. С 1988 по 2007 год появился в 41 фильмах и сериалах. Известен по ролям в кинолентах и телесериалах «Танцующий с волками» (1990), «Дарма и Грег» (1997—2001), «Идальго» (2004). Как музыкант известен близким сотрудничеством с такими «звёздами» как Стинг, Вилли Нельсон и Дон Хенли.

## Визуальный суверенитет
Визуальный суверенитет — это способ взглянуть на суверенитет коренных народов вне правовых параметров, как пишет исследователь истории индейцев сенека Мишель Рахеджа как «способ переосмысления ориентированных на коренных жителей формулировок самопрезентации и автономии, которые задействуют мощные идеологии средств массовой информации», чтобы вернуть себе право рассказывать свои собственные истории.
В 1990 году была основана художественная группа (со статусом «продюсерская компания») Isuma, которая на 75 % принадлежит инуитам. Самый известный фильм компании — «Быстрый бегун» (2001), он снят режиссёром-эскимосом, причём полностью на эскимосском языке (впервые в истории кинематографа). На веб-сайте Isuma.TV указано, что на нём размещено «более 7000 фильмов и видеоклипов на 84 языках».
В сфере «визуального суверенитета» можно отметить ленты «Дымовые сигналы» (1998), «Стишки для юных упырей» (2013), «Чистота крови» (2019), «Ночные налётчики».